# Красная Роща (Новосибирская область)
Красная Роща — упразднённый посёлок в Доволенском районе Новосибирской области России. На момент упразднения входил в состав Комарьевского сельсовета. Исключен из учётных данных в 1979 году.

## География
Располагался на востоке района, у региональной трассы 50К07 «Здвинск - Довольное - 17 км а/д "К-09"», в 10 км к северо-востоку от села Комарье.

## История
Посёлок был основан в 1920 году. В 1928 году состоял из 26 хозяйств. В административном отношении входил в состав Комарьевского сельсовета Индерского района Новосибирского округа Сибирского края.
Решением Новосибирского облисполкома от 25.05.1979 года №341 посёлок исключен из учётных данных.

## Население
По переписи 1926 г. в посёлке проживало 140 человек (73 мужчины и 67 женщин), основное население — украинцы.